# Prealpi Orientali della Bassa Austria
Le Prealpi Orientali della Bassa Austria (in tedesco Östliche Niederösterreichische Voralpen) sono una sottosezione delle Alpi della Bassa Austria. La vetta più alta è il Reisalpe che raggiunge i 1.399 m s.l.m.
Si trovano in Austria (Bassa Austria).

## Classificazione
Secondo la SOIUSA le Prealpi Orientali della Bassa Austria sono una sottosezione alpina ed hanno la seguente classificazione:
- Grande Parte = Alpi Orientali
- Grande Settore = Alpi Nord-orientali
- Sezione = Alpi della Bassa Austria
- Sottosezione = Prealpi Orientali della Bassa Austria
- Codice = II/B-27.III.

L'AVE le vede suddivise nei gruppi 23 e 24 denominati rispettivamente: Alpi di Gutenstein e Selva Viennese.

## Suddivisione
In accordo con le definizioni della SOIUSA si suddividono in due supergruppi e quattro gruppi (tra parentesi i codici SOIUSA dei supergruppi, gruppi e sottogruppi):
- Alpi di Gutenstein (A)
  - Zona Reisalpe-Unterberg-Handlesberg (A.1)
    - Gruppo del Reisalpe (A.1.a)
    - Gruppo dell'Unterberg (A.1.b)
    - Gruppo dell'Handlesberg (A.1.c)
    - Gruppo dell'Almesbrunnberg (A.1.d)
    - Gruppo del Mandling (A.1.e)

  - Zona Schober-Plakles (A.2)
    - Settore Schober-Dürre (A.2.a)
    - Hohe Wand (A.2.b)
- Selva Viennese (B)
  - Flyschwienerwald (B.3)
    - Zona dello Schöpfl (B.3.a)
    - Zona dello Gföhlberg (B.3.b)
    - Zona del Troppberg (B.3.c)
    - Zona dello Steinplattl (B.3.d)

  - Kalkwienerwald (B.4)
    - Zona del Lindkogel (B.4.a)
    - Zona dell'Anninger (B.4.b)
    - Zona dell'Höllenstein (B.4.c)

## Vette principali

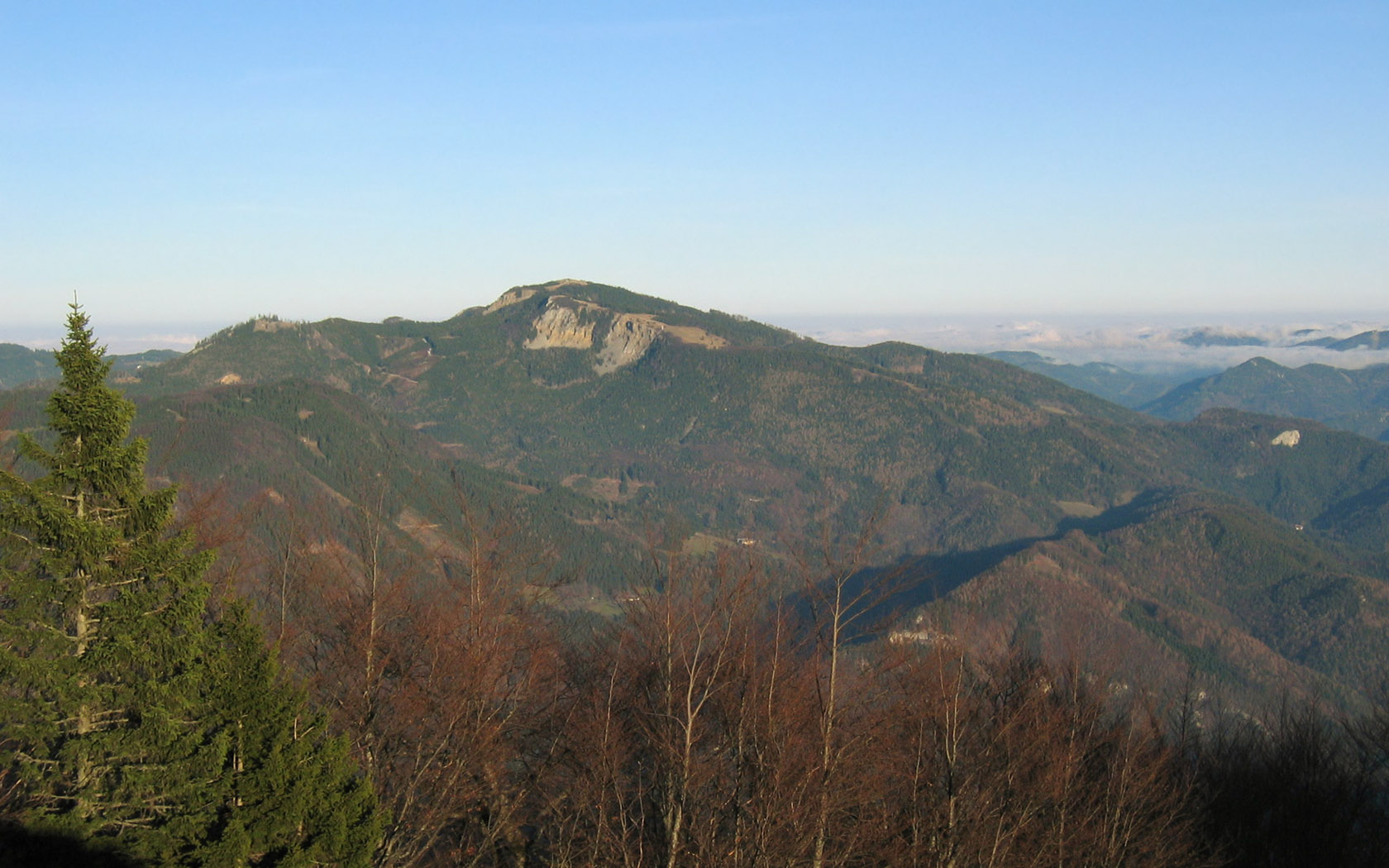
Il Reisalpe

- Reisalpe, 1399 m
- Handlesberg, 1370 m
- Unterberg, 1342 m
- Kloster-Hinteralpe, 1311 m
- Hochstaff, 1305 m
- Jochart, 1266 m
- Muckenkogel, 1248 m
- Katharinenschlag, 1222 m
- Schober, 1213 m
- Plackles (Hohe Wand), 1132 m
- Schöpfl, 893 m
- Mitterschöpfl, 882 m
- Hoher Lindkogel, 834 m
- Peilstein, 716 m
- Anninger, 675 m
- Leopoldsberg, 425 m